# Gosslingia
Gosslingia ist eine Gattung ausgestorbener Pflanzen, die vor allem aus dem Devon bekannt sind und zu den Zosterophyllopsida, Verwandten der Bärlapppflanzen, gehören. Sie ist nach dem britischen Amateur-Geologen Frank Newbery Gossling (1888–1946) benannt.

## Merkmale
Die am besten bekannte Art ist Gosslingia breconensis, die aus dem unteren Old Red Sandstone von Wales bekannt ist. Als Basis der Pflanze wird ein Rhizom mit Rhizoiden angenommen, allerdings wurden noch keine organisch verbundenen Funde mit den übrigen Pflanzenteilen bekannt. Die Pflanze wurde rund 50 Zentimeter hoch. Die Hauptachse hat einen Durchmesser von bis zu vier Millimeter ist pseudomonopodial verzweigt, im distalen Bereich dichotom. Die Achsenspitzen sind wie bei Sawdonia bischofsstabartig eingerollt. Die Sprosse tragen keine Blätter, allerdings bei manchen Exemplaren einige 100 Mikrometer lange Protuberanzen. Direkt unter der dichotomen Verzweigung der Hauptachse sitzt an einer Seite eine untergeordnete, als Tuberkel bezeichnete Struktur. Das Xylem ist in der Hauptachse im Querschnitt elliptisch, das Protoxylem (mit Ringtracheiden) liegt außen, das Xylem reift von außen nach innen (exarches Xylem). Das Metaxylem besteht aus Leiter- und Netztracheiden. Ein kreisrunder Xylemstrang versorgt die Tuberkel. Die Achsen haben eine hypodermale Schicht aus dickwandigen Zellen. Über die Cuticula der Sprossachsen ist wenig bekannt, die Epidermis dürfte aus länglichen Zellen bestehen, Papillen und möglicherweise auch Stomata.
Die Sporangien sind oval bis nierenförmig, öffnen sich mit gleich großen Klappen und stehen an kurzen Stielen in ein oder zwei gegenständigen Reihen in den distalen Bereichen des Sprosses. Im Gegensatz zu den meisten anderen Vertretern der Zosterophyllopsida sind die Sporangien ohrenförmig angeordnet, mit der Längsachse parallel zur Sprossachse. Die Sporen sind dreieckig, tragen an der Oberfläche kleine Stacheln und Kegel und haben einen Durchmesser von 36 bis 50 Mikrometer. Narbenstrukturen sind von den Sporen nicht bekannt.
Der Gametophyt von Gosslingia breconensis ist nicht bekannt.

## Verbreitung
Die Gattung ist außer von der Typuslokalität in Wales auch aus Deutschland, Belgien, und Wyoming bekannt. Schlecht dokumentierte Berichte über Funde gibt es aus Wolhynien und Podolien und aus dem Gebiet der ehemaligen Tschechoslowakei. Die Funde stammen vorwiegend aus dem frühen Devon, die Funde aus Wales aus dem Pragium.

## Systematik
Die Gattung Gosslingia wurde von Kenrick und Crane nach kladistischen Untersuchungen zusammen mit Tarella und Oricilla in eine eigene Familie Gosslingiaceae gestellt, die durch die ohrenförmigen orientierten Sporangien gekennzeichnet ist.

## Belege
- Paul Kenrick, Peter R. Crane: The Origin and Early Diversification of Land Plants. A Cladistic Study. Smithsonian Institution Press, Washington D.C. 1997, v. a. S. 334f. ISBN 1-56098-729-4.
- Thomas N. Taylor, Edith L. Taylor: The Biology and Evolution of Fossil Plants. Prentice Hall, Englewood Cliffs 1993, S. 208–211, ISBN 0-13-651589-4.

## Weiterführende Literatur
- Dianne Edwards: Further Observations on the Lower Devonian Plant, Gosslingia breconensis Heard. Philosophical Transactions of the Royal Society of London. Series B, Biological Sciences, Band 258, 1970, S. 225–243 (online bei JSTOR)